# Bob Persson
Bob Persson, född 2 juli 1950, är en svensk företagare.
Bob Sven Paul Persson är ett av fem barn till Sven O. Persson och Ruth Ericsson (1908–2004). Kristina Persson är hans syster. Han växte upp på släkthemmanet Spikbodarna[källa behövs] i Östersund.
Han läste nationalekonomi och företagsekonomi vid Umeå universitet och praktiserade därefter ett år i USA vid Harley Davidson och på en spånskivefabrik. Han började arbeta inom familjeföretaget Persson Invest 1973 som resande försäljare av snöskotrar och var senare ansvarig för försäljning av olika typer av maskiner till 1985. Detta år blev han chef för Till-bryggerierna och 1990 chef för Persson Invests fordonsförsäljning. Han blev verkställande direktör 1995 efter sin äldre bror Olle Persson (född 1935).
Bob Persson har varit med i styrelsen för familjeföretaget Persson Invest sedan 1977 och är sedan 2010 styrelseordförande. Han äger sedan 1995 Persson Invest tillsammans med sina systrar Margareta Lundstam (född 1937) och Gunilla Johansson (född 1941) med familjer. och fanns 2014 på Veckans Affärers lista över svenska miljardärer.

## Priser och utmärkelser
- H. M. Konungens medalj i guld av 8:e storleken (Kon:sGM8, 2020) för framstående insatser inom svenskt näringsliv[4]